# Brandschneise

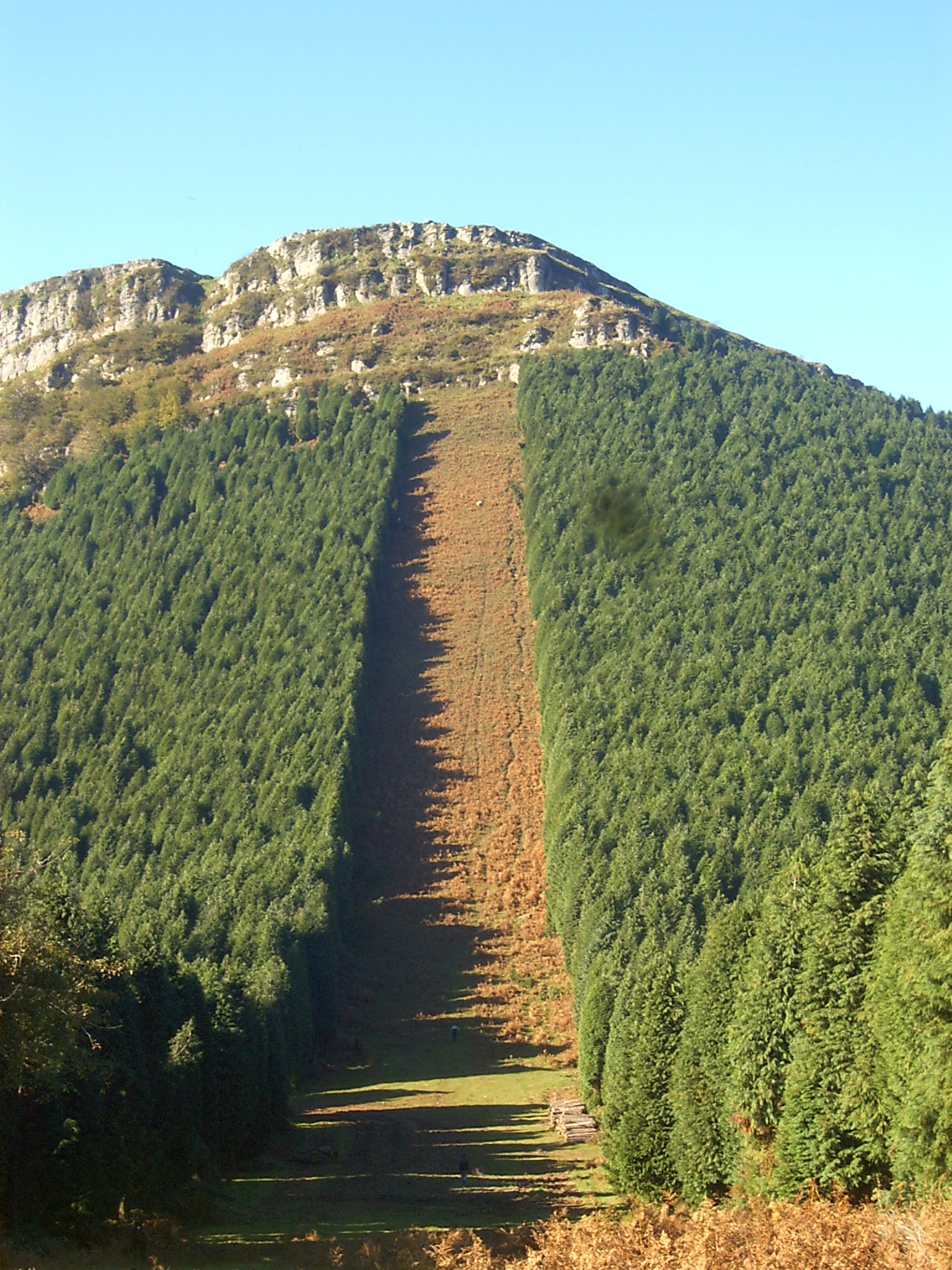
Eine Brandschneise in Spanien

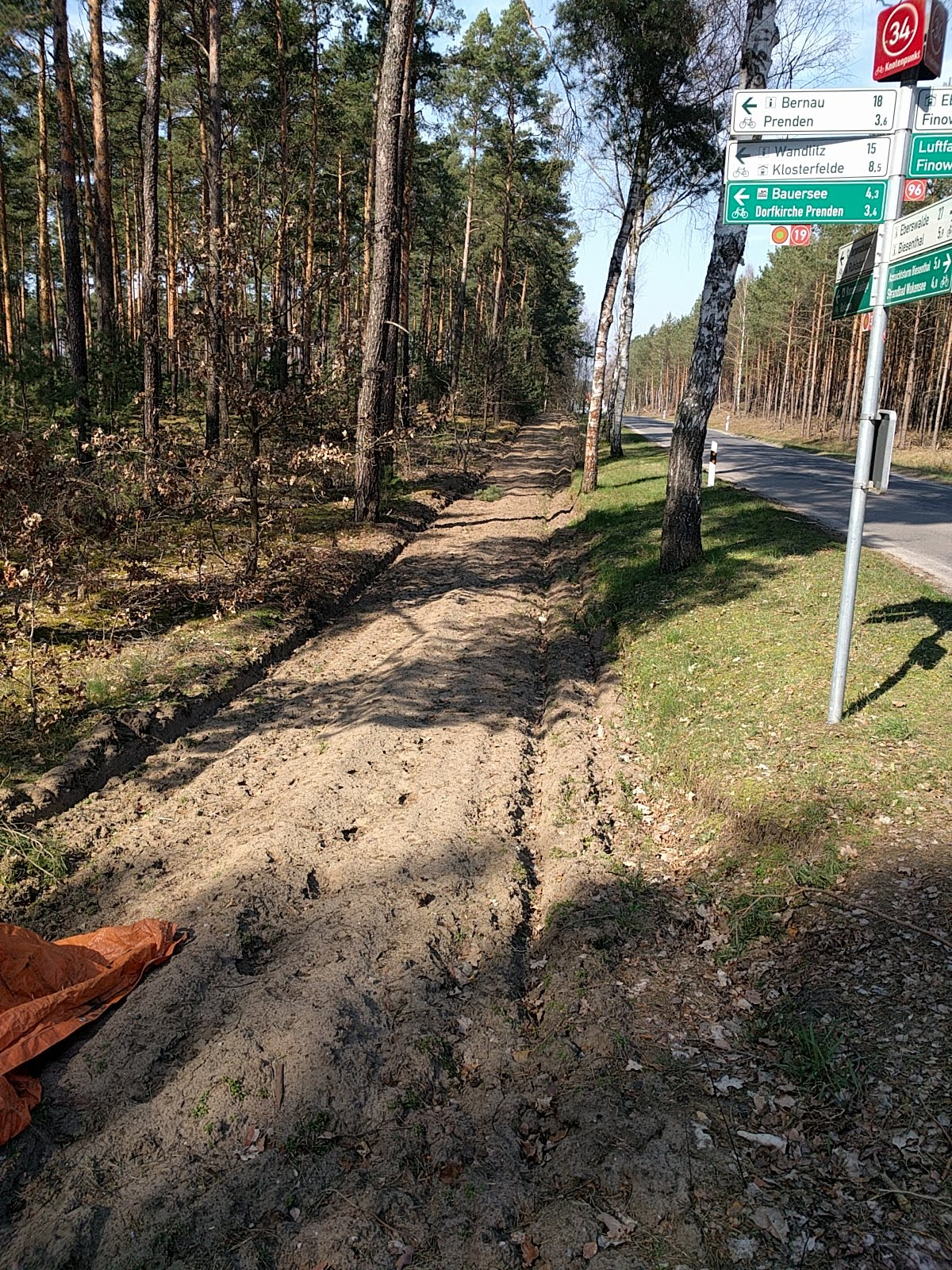
Waldbrandwundstreifen

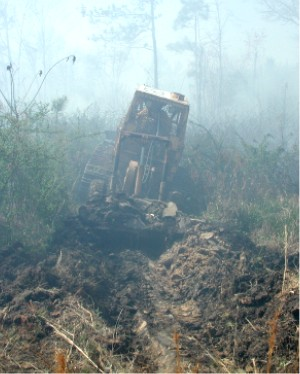
Anlegen einer Brandschneise in South Carolina

Eine Brandschneise ist ein mehrere Meter breiter Streifen (Schneise) in Wäldern, großflächigen Wiesen und Heiden, Siedlungen und anderen brandgefährdeten großflächigen Anlagen. Innerhalb dieses Streifens ist je nach Umgebung die Menge des brennbaren Materials (Bäume, Büsche, Bebauung oder Ähnliches) auf ein Minimum reduziert, so dass diese Lücke für ein Feuer ein schwer überwindbares Hindernis bei der Ausbreitung eines Brandes, zum Beispiel eines Waldbrandes, darstellt.
Brandschneisen sind zumeist künstlichen Ursprunges (etwa durch Rodung in Wäldern), aber auch natürliche Gegebenheiten, wie etwa ein breiter Fluss oder ein felsiger Bergrücken, können Brandschneisen darstellen. Breite Straßen können in dicht besiedelten großen Stadtgebieten ebenfalls die Funktion einer Brandschneise übernehmen.
Je nach Grad der Vorkehrungen kann man in der Forstwirtschaft Brandschneisen folgend einteilen:
Waldbrandriegel
Bis zu 300 m breite Streifen mit brandhemmender Vegetation
Waldbrandschutzstreifen
Bis zu 30 m breite Streifen, denen Brandlasten (Totholz, Gestrüpp) laufend entnommen werden
Waldbrandwundstreifen
Streifen, die durch regelmäßiges Pflügen und Eggen von brennbarem Humus freigehalten werden und so die Ausbreitung von Bodenfeuern verhindern sollen. Sie sind meist einen Meter breit.
Bei Großbränden werden Brandschneisen durch Rodung auch als aktive Brandbekämpfung genutzt.